# 黃夫人 (鄭欄)
黃夫人（？—？），生卒日期不詳，是越南鄭阮紛爭時期鄭主鄭檢祖父鄭欄夫人。
黃夫人是清華處紹天府永福縣汴上鄉（今屬清化省永祿縣永雄社汴上村）人，事跡不詳，只知她嫁與鄭欄，忌日是農曆六月十五日，安葬於永福縣汴上鄉（今屬永祿縣永雄社汴上村）。鄭主追封她為敬妃（越南语：／），諡慈聰。